# Pixel 5

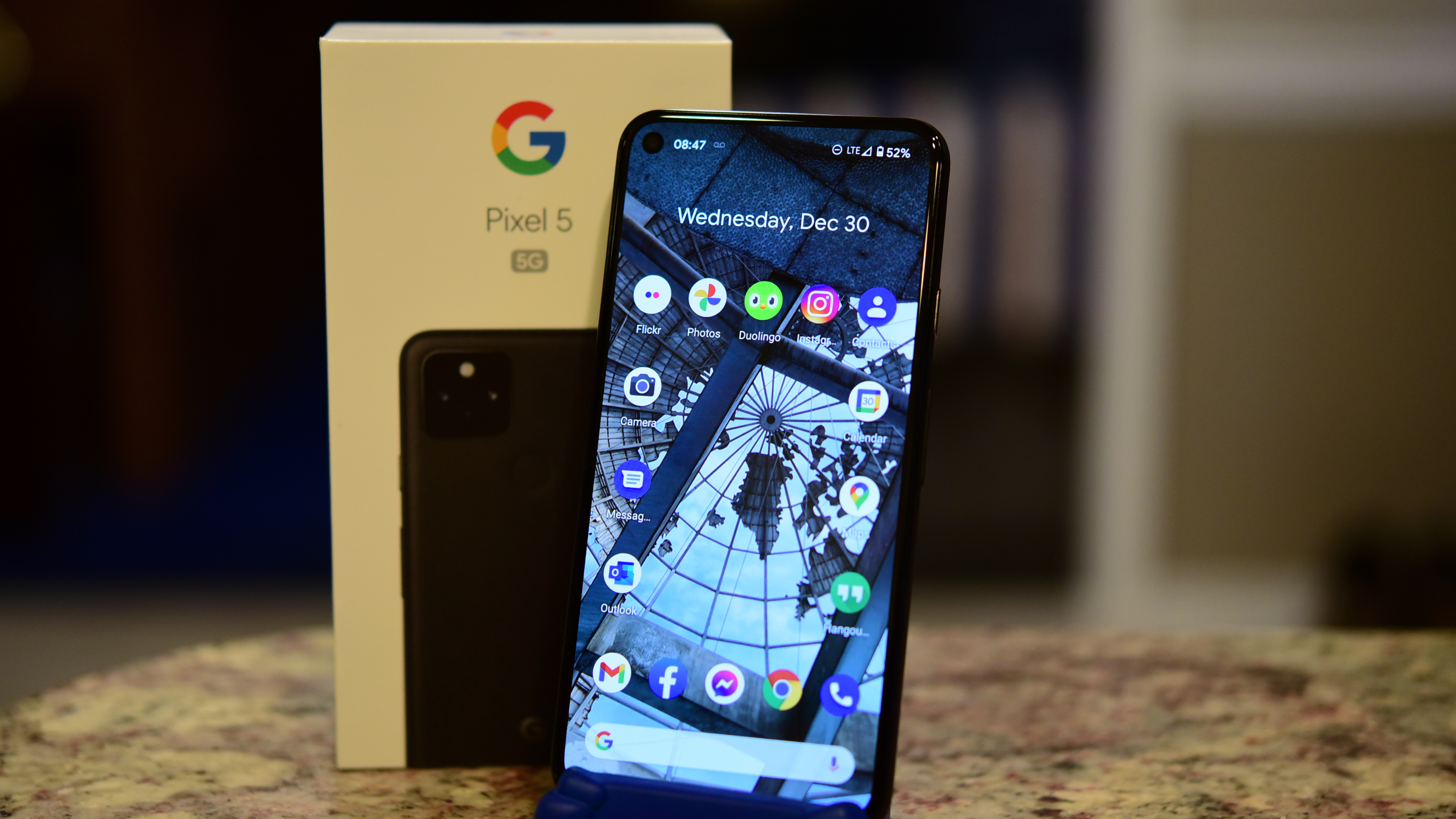
Pixel 5

Pixel 5是由Google发布的Android智能手机，为Pixel 4系列的后继机型。该款手机于2020年9月30日在Google的Launch Night In线上发布会上正式公布，并于同年10月15日开始在全球部分国家和地区正式发售。和过往Google Pixel系列机型不同的是，Pixel 5没有对应的XL版本。

## 规格

### 设计
与过往Google Pixel系列机型各提供三种不同颜色版本的是，Pixel 5仅有“纯粹黑”（Just Black）和“灰绿色”（Sorta Sage）两种颜色版本。该手机正面采用左上角单挖孔全面屏设计，背面及侧面采用100%回收铝材质。屏幕材质方面，该手机采用康宁大猩猩玻璃6。屏幕规格方面，该手机尺寸为6.0英寸，屏幕高宽比为19.5:9。

### 硬件
Pixel 5搭载高通骁龙765G以及8GB内存，并配备容量为4080mAh的电池，与Google Pixel前四代旗舰机型不同的是，该手机在内部存储方面仅提供128GB一种版本。尽管机身材质为回收铝，该手机仍然支持Qi无线充电，甚至还支持过往Google Pixel系列机型均不支持的反向无线充电，据报道，Pixel 5背面的铝材料上面还有一层生物树脂，Google利用这种设计在Pixel 5机身上切出物理开孔以放置无线充电线圈，进而实现双向无线充电功能。另外该手机达到了IP68的防水防尘等级，同时不配备3.5毫米音频接口。
与Pixel 4系列不同的是，该手机没有内置用于启动Google助理的Active Edge边框挤压传感器、用于手势检测的Project Soli雷达感应器以及用于提升拍摄图像质量的“Pixel神经核心（Pixel Neural Core）”芯片。生物识别方面，由于不再配备Project Soli雷达感应器，该手机不再支持面部识别，同时保留了Pixel 4系列缺失的背部指纹识别传感器。
Pixel 5采用支持HDR的OLED屏幕，分辨率为1080P，并支持90Hz刷新率。另外，Pixel 5新增了对5G网络的支持，该手机也因此与Pixel 4a (5G)一并成为Google推出的首批支持5G网络的机型，然而美国以外国家和地区发售的Pixel 5仅支持6GHz以下频段，额外支持毫米波的机型仅在美国发售。

#### 相机
与Pixel 4相同的是，Pixel 5在后背配备一个方形摄像头模组，模组内有两个摄像头、一个闪光灯和一个传感器，两个后置摄像头分别为1220万像素和1600万像素。拍摄特性方面，Pixel 5在前代Pixel手机既有特性的基础上，额外新增人像调光、超广角拍摄及电影运镜功能。另外，与前代Pixel机型不同的是，该机型1080P分辨率下支持最大240帧录制，4K下支持最大60帧录制。
Pixel 5刚推出时，两个后置摄像头均支持天文摄影模式，然而Google在2020年11月的更新当中移除了对超广角镜头天文摄影的支持，目前该手机的用户只能在大于或等于1倍的变焦设置上使用天文摄影模式。

### 软件
Pixel 5的出厂原装系统为Android 11。Google计划为该机型提供三年的系统更新支持。

## 生产与销售
Pixel 5在澳大利亚、加拿大、法国、德国、爱尔兰、日本、台湾、英国、美国等国家和地区发售。除美国和加拿大在2020年10月29日开始发售外，其他国家和地区均在2020年10月15日开始销售。
据日本经济新闻报道，由于2019冠状病毒病疫情影响手机的生产，Google计划在2020年内仅生产约80万部Pixel 5手机。Pixel 5推出数日后，部分国家和地区的Google Store便因缺货而无法预订该手机。

## 评价
The Verge的迪特·博恩（Dieter Bohn）给予Pixel 5手机8分的评分（满分为10分），他表扬了该手机出色的照片拍摄表现以及续航方面的明显进步，但批评该手机拍摄图像处理速度较慢；CNET的琳恩·拉（Lynn La）给予该手机8.3分的评分（满分为10分），认为90Hz刷新率、5G网络、反向无线充电以及拍摄均是该手机的亮点，但其价格相对于拥有同等甚至更高配置的其他手机来说较贵；Engadget的克里斯·维拉兹科（Chris Velazco）称赞该机系统的纯净与智能以及续航能力的出色，但指出其拍摄水平与过往Pixel系列机型相比没有明显进步，同时该机在配置上相对于其他同等价位手机来说缺乏竞争力；《独立报》的安德鲁·格里芬（Andrew Griffin）称该机在拍摄、续航、设计等方面都有进步，他也指出该机尽管为回收铝制造，但触摸起来并没有金属的感觉，其手感也比Pixel 4系列更舒适。
2020年10月30日，DXOMARK公布Pixel 5的拍摄评分，其中综合评分为120分，照片评分为129分，视频评分为107分。DXOMARK称Pixel 5在拍摄上的亮点和前代Pixel系列一样集中在软件方面，其标准摄像头在户外拍摄出的照片拥有良好的曝光度和色彩，但该手机几乎所有拍摄出来的照片和视频均会出现噪点。

## 问题
- Pixel 5发售不久后，部分用户反映其Pixel 5手机屏幕和边框之间存在明显缝隙，这一问题令用户担心其手机的防水性会受到影响。[27]对此Google回应称此缝隙是手机“正常设计的一部分”，对防水性不会造成影响[28]。
- 部分用户反映其Pixel 5屏幕中间正上方出现一个小小的白点。已知关闭免打扰模式可解决此问题。[29]
- 也有用户反映称其手机的Google Pay应用无法进行NFC支付[30]。
- 该手机部分时候电量显示会长期停留在某一个随机百分点。Google表示将在后续更新中修复此问题。[31]
- 部分用户遇上手机音量随机变化的问题。Google表示正在调查这一问题。[32]